# 新高島駅
新高島駅（しんたかしまえき）は、神奈川県横浜市西区みなとみらい五丁目にある、横浜高速鉄道みなとみらい線の駅である。駅番号はMM02。
当駅周辺地区は、横浜市における都心（ツインコア）の一つである「横浜都心」に指定されている。
構造設計はTIS & PARTNARSと横山建築構造設計事務所、設備設計は知久設備計画研究所がそれぞれ担当し、施工は清水建設・奥村組・竹中土木JVが行った。

## 歴史
みなとみらい線の建設開始時には当駅の設置計画はなかったが、みなとみらい駅 - 横浜駅間は他に比べて駅間がやや長い事と、東横線廃線に伴い高島町駅の利用機会を失った地元住民の要望を入れ計画の変更が認められ、急遽設置が決まった。そのため、着工後に設計を変更し駅スペースを確保しており、当駅のみ相対式ホームとなっている。東急東横線との共同使用駅である横浜駅を含め、当駅以外は全て島式ホームとなっている。

### 年表
- 2004年（平成16年）2月1日：みなとみらい線の開業と同時に開業[1]。
- 2005年（平成17年）10月31日：町区域変更に伴い、駅の住所がみなとみらい五丁目1番1号に変更となる（従前は高島一丁目であった）。
- 2007年（平成19年）4月21日：横浜アンパンマンこどもミュージアム開設を受けて、臨時急行「みなとみらい号」の停車駅となる。
- 2016年（平成28年）8月4日：周辺の再開発に伴い、1番出口（高島口）が一時閉鎖となる[4]。
- 2019年（平成31年・令和元年）
  - 2月8日：かつての構内の倉庫を改装して貸し出した文化芸術拠点「BankART Station」が開所[5]。
  - 12月27日：閉鎖されていた1番出口（高島口）の供用を再開[6]。
- 2021年（令和3年）11月6日：可動式ホーム柵の使用を開始[7]。これにより、みなとみらい線全駅で可動式ホーム柵の整備が完了した。

### 駅名の由来
計画段階での仮称は「高島駅」であった。明治期、当時は横浜 - 神奈川間にあった湾に鉄道を通すための埋め立て工事を実施し、横浜の発展に貢献した高島嘉右衛門の功績を駅名に残し、なおかつ横浜市営地下鉄ブルーライン高島町駅、また同地点に存在し、みなとみらい線開業と引き換えに廃止になった東急東横線高島町駅と混同させないため、「新高島駅」と命名された。

## 駅構造
前述の通り、相対式ホーム2面2線を有する地下駅である。ホーム有効長は8両分で、駅両端はシールドトンネルと接しているためホーム延伸の余地がなく、10両編成に対応する非常用の通路はトンネル部に差し掛かっている。改札階は地下2階、ホーム階は地下5階でみなとみらい線の駅の中で最も深い位置にある。エスカレーター、エレベーターが設置されている。
自動改札機は開業時は2通路であったが、その後に乗降客が増加したため現在では4通路となっている。
出入口
1. 高島口
2. 大通り高島口
3. 大通り臨港口
4. 臨港パーク口

### のりば
| 番線 | 路線           | 方向 | 行先                 |
| ---- | -------------- | ---- | -------------------- |
| 1    | みなとみらい線 | 下り | 元町・中華街方面     |
| 2    | みなとみらい線 | 上り | 横浜・渋谷・池袋方面 |

当駅はみなとみらい線で唯一各駅停車のみが停車する駅であるが、過去には臨時列車（2007年4月以降のみなとみらい号）や臨時ダイヤで運行する特急・急行などが停車する場合もあった。

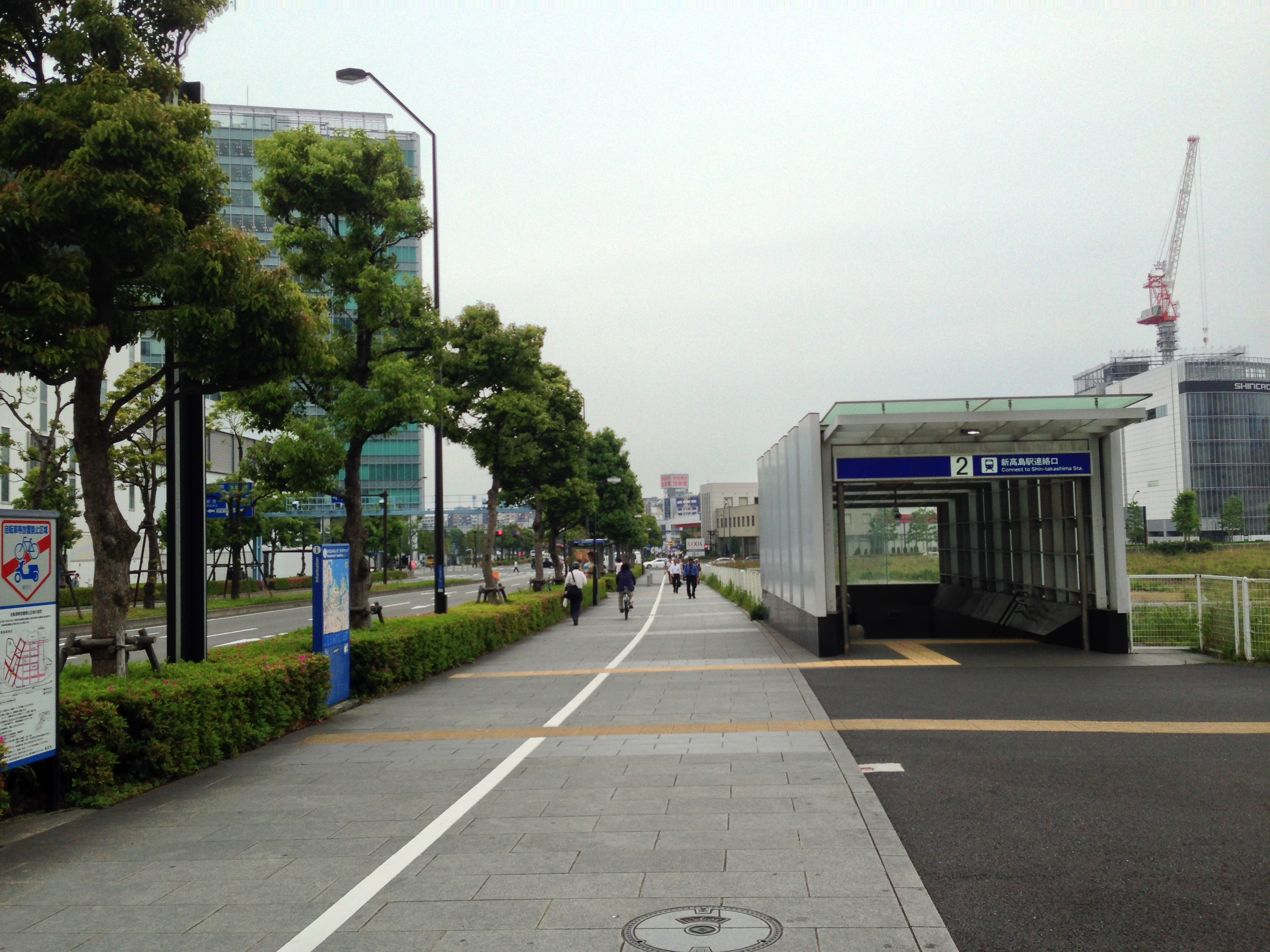
2番出入口（2014年5月）
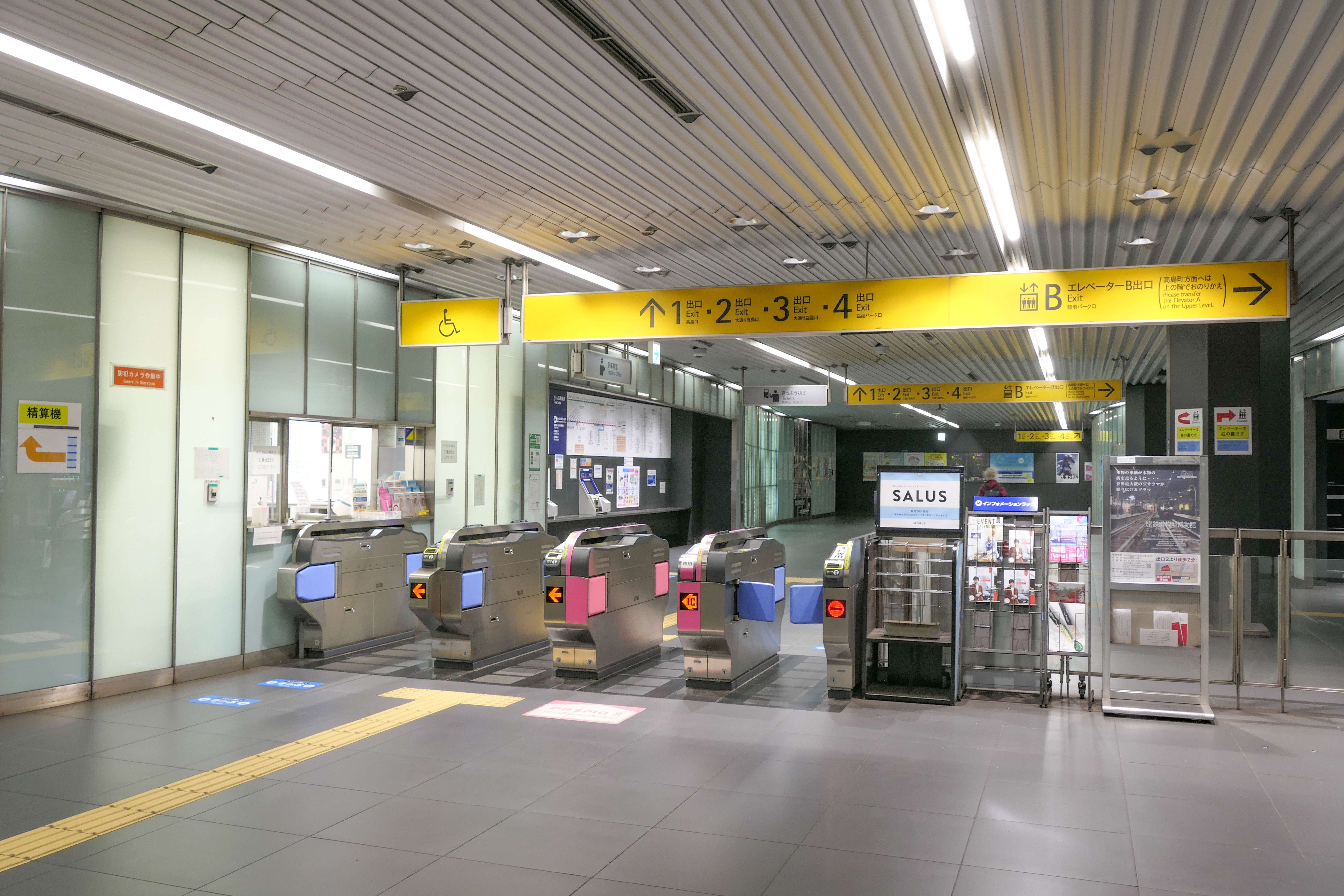
改札口（2021年12月）
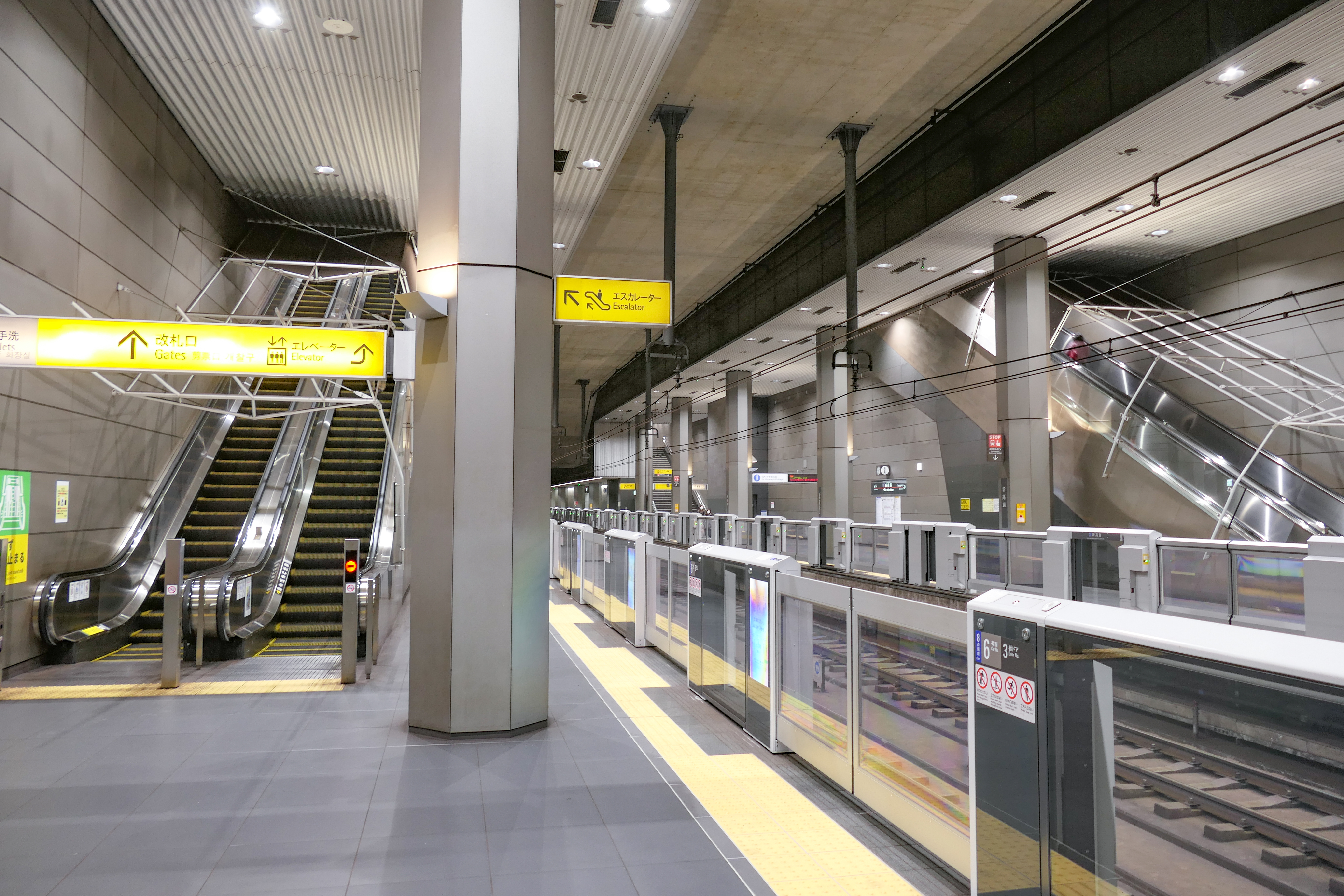
ホーム（2021年12月）
ルイ・フランセンのステンドグラス作品『Deep Sea Dreams（2004）』 （2014年5月）

## 利用状況
2024年度の1日平均乗降人員は13,140人である。みなとみらい線の駅では乗降人員が最も少ない。
開業以来の1日平均乗降・乗車人員推移は下表の通りである。
| 年度               | 1日平均 乗降人員 | 1日平均 乗車人員 | 出典                |
| ------------------ | ---------------- | ---------------- | ------------------- |
| 2003年（平成15年） |                  |                  |                     |
| 2004年（平成16年） | 2,021            | 833              | [ 神奈川県統計 1 ]  |
| 2005年（平成17年） | 4,041            | 1,699            | [ 神奈川県統計 2 ]  |
| 2006年（平成18年） | 4,795            | 2,011            | [ 神奈川県統計 3 ]  |
| 2007年（平成19年） | 5,681            | 2,410            | [ 神奈川県統計 4 ]  |
| 2008年（平成20年） | 5,880            | 2,571            | [ 神奈川県統計 5 ]  |
| 2009年（平成21年） | 6,056            | 2,642            | [ 神奈川県統計 6 ]  |
| 2010年（平成22年） | 5,367            | 2,356            | [ 神奈川県統計 7 ]  |
| 2011年（平成23年） | 5,144            | 2,319            | [ 神奈川県統計 8 ]  |
| 2012年（平成24年） | 5,370            | 2,423            | [ 神奈川県統計 9 ]  |
| 2013年（平成25年） | 4,714            | 2,126            | [ 神奈川県統計 10 ] |
| 2014年（平成26年） | 4,888            | 2,237            | [ 神奈川県統計 11 ] |
| 2015年（平成27年） | 3,888            | 1,807            | [ 神奈川県統計 12 ] |
| 2016年（平成28年） | 3,803            | 1,738            | [ 神奈川県統計 13 ] |
| 2017年（平成29年） | 6,082            | 2,841            | [ 神奈川県統計 14 ] |
| 2018年（平成30年） | 6,290            | 2,969            | [ 神奈川県統計 15 ] |
| 2019年（令和元年） | 7,039            | 3,353            |                     |
| 2020年（令和02年） | 5,599            |                  |                     |
| 2021年（令和03年） | 5,807            |                  |                     |
| 2022年（令和04年） | 8,261            |                  |                     |
| 2023年（令和05年） | 10,685           |                  |                     |
| 2024年（令和06年） | 13,140           |                  |                     |

## 構内の文化芸術拠点
かつての地下1階倉庫を改装して貸し出しされたスペースに文化芸術（アート）拠点「BankART Station（バンカートステーション）」が2019年2月8日に開所し、ギャラリー・ショップやプロジェクトを推進するBankART1929のオフィスを設置していたほか、定期的に様々なイベントも開催していたが、2025年3月31日の契約期間終了に伴い活動を終了している。
なお、今後の同スペースの事業者については新たに一般社団法人Ongoingが選定（事業期間：2025年4月1日から2030年3月31日の予定で最大2年延長可）されており、引き続きアート空間として活用されていく見込みである。

## 駅周辺

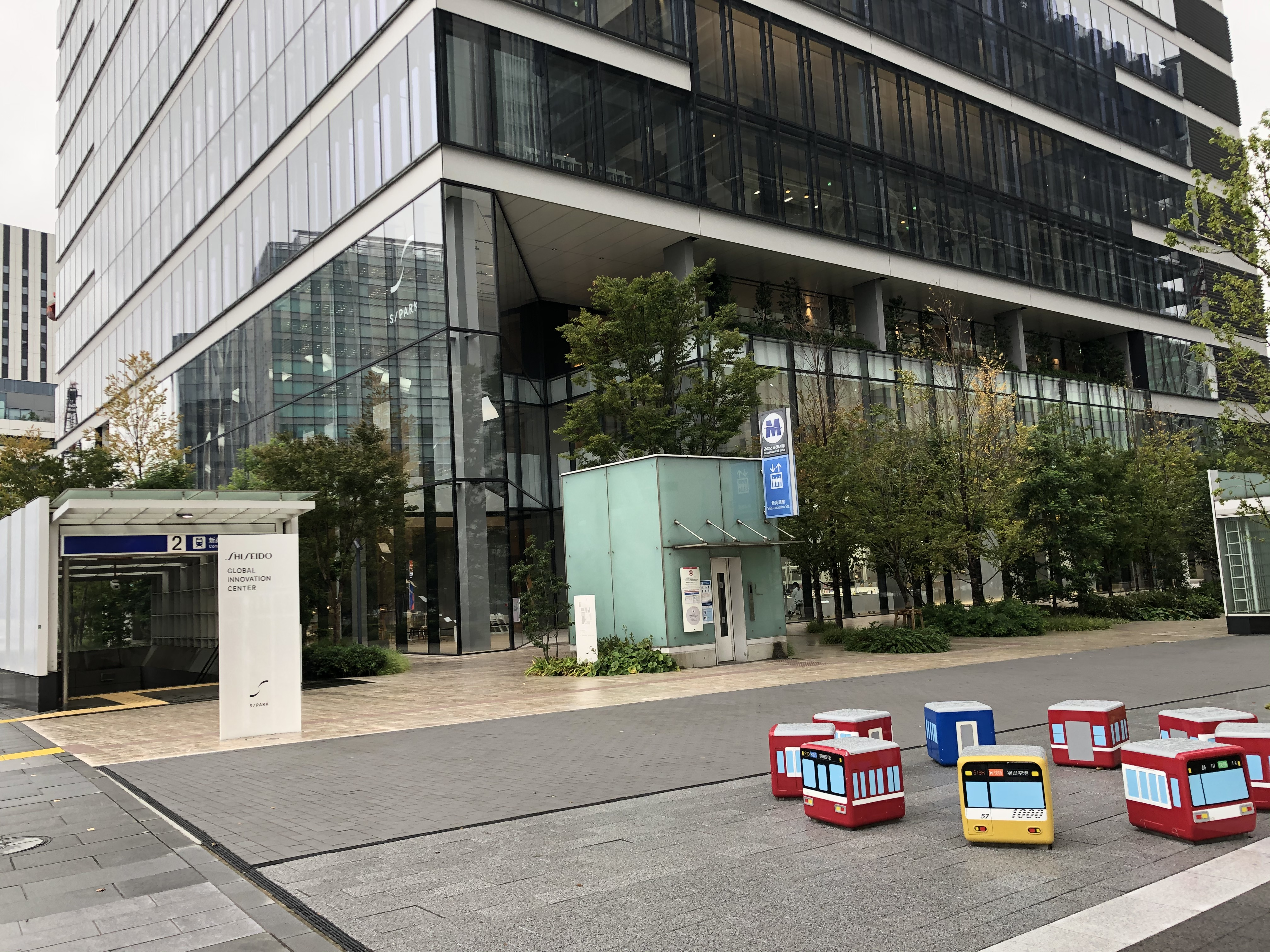
新高島駅2番出口と京急グループ本社横に設置されているケイキューブ（2020年10月）

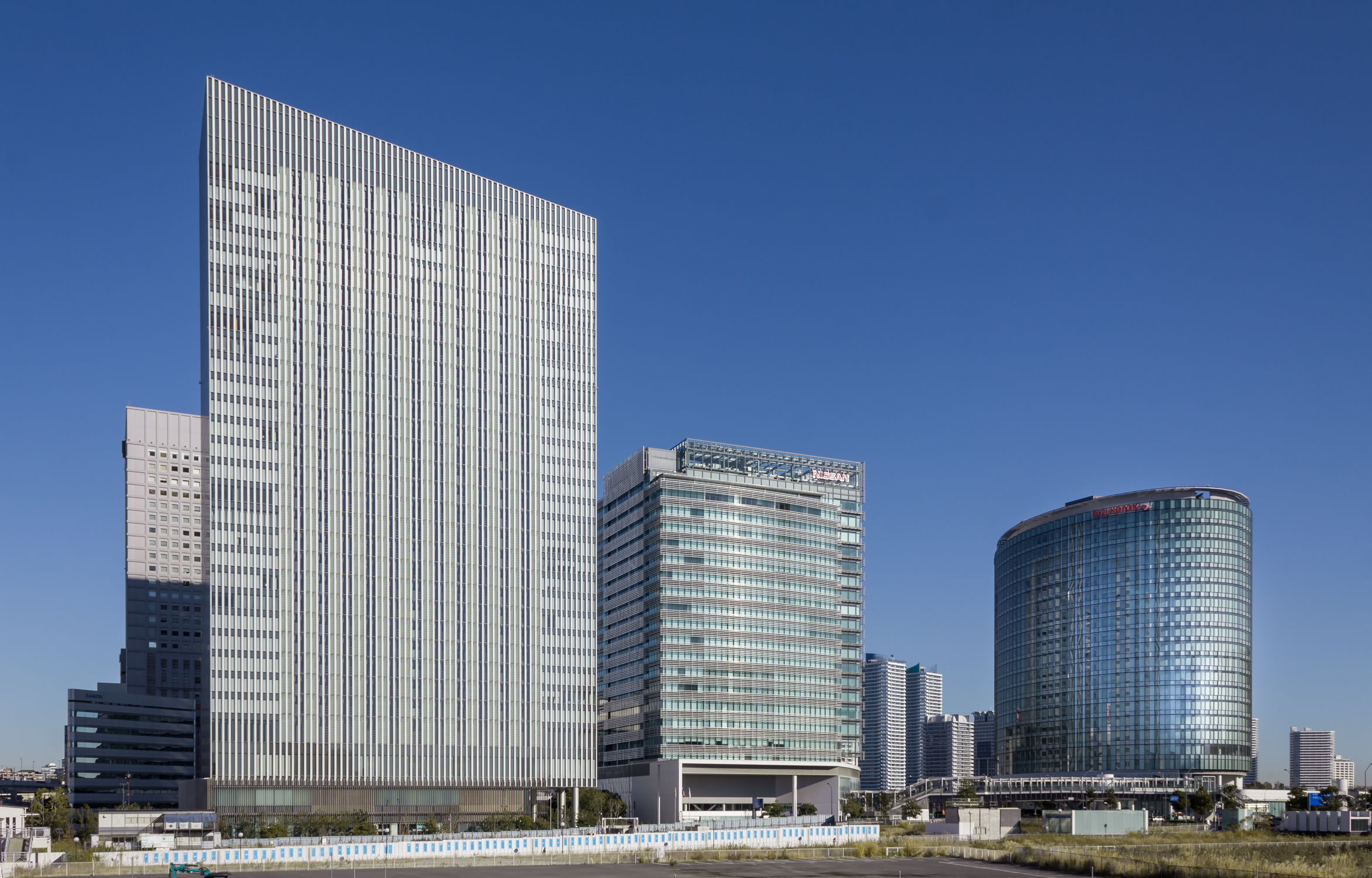
駅前のビル群（右から富士ゼロックスR&Dスクエア、日産自動車グローバル本社、横浜三井ビルディング）

みなとみらい地区の中でも開発が遅れており、開業当時の当駅周辺はほとんど更地に近い状態だったが、2004年、駅前（同地区53街区）にライブハウスの横浜BLITZ（TBSテレビ運営）やシネマコンプレックスの109シネマズなどを備えたエンターテインメント施設「GENTO YOKOHAMA」が完成。また2007年、付近（同61街区）にJリーグ 横浜F・マリノスのホームタウン（通称「マリノスタウン」）がオープンした。さらに2009年8月には、日産自動車の本社が東京都中央区銀座から当駅付近（同66街区）に完成した日産自動車グローバル本社内に移転しており、その隣接地には2010年4月に富士ゼロックスR&Dスクエア（現・富士フイルムビジネスイノベーション 横浜みなとみらい事業所/同65街区）、2012年5月に横浜三井ビルディング（同67街区）がそれぞれ開業している。なお、GENTO YOKOHAMAとマリノスタウンは共に暫定施設であり、前者は2015年に、後者は2016年に閉鎖された。
2010年代半ばに入り、京急グループの本社ビルや資生堂の研究開発拠点「グローバルイノベーションセンター」（同56街区）、清水建設の複合オフィスビル「横浜グランゲート」（同54街区）、大林組などによるオフィス・ホテル等複合開発「横浜シンフォステージ」（同53街区〈前述のGENTO YOKOHAMA跡地〉）、鹿島建設の複合オフィスビル「横濱ゲートタワー」（同58街区）など駅周辺においても恒久施設を中心とする新規開発が続々決まっており、これまで目立っていた空地も大分埋まりつつある。
横浜駅東口は徒歩圏であり、駅出入口付近からは横浜スカイビルやそごう横浜店、横浜ベイクォーターが見える。

### 公園・緑地
- グランモール公園
- 高島中央公園
- 高島水際線公園
- 臨港パーク

### 道路・歩行者通路
- みなとみらい大通り（みなとみらい大橋）
- とちのき通り
- すずかけ通り
- 国際大通り（みなとみらい橋）
- みなとみらい歩道橋
- 歩行者動線「キング軸」「グランモール軸」
- 国道1号
- 国道16号
- 首都高速神奈川1号横羽線

### 路線バス
新高島駅前
- 横浜市営バス
  - 86：生麦行

## その他

### トンネル補強工事
当駅付近のトンネルに変状が確認されたため、長期的な安全性の観点から、2012年8月より2015年3月末までトンネル補強工事（地盤を改良する外部補強と補強材を用いる内部補強）が実施された。

### メディアでの使用
- 2012年4月25日にリリースされたTM NETWORKの「I am」のMVにおいて、木根尚登がスーツ姿でエアギターをしているシーンで登場している。
- 2020年4月3日に配信された坂本真綾の「クローバー」のMVでは、坂本が当駅のホームや改札口を歩く姿が映されている。

## 隣の駅
横浜高速鉄道
 みなとみらい線
■特急・□通勤特急・■急行
通過
■各駅停車
横浜駅 (MM01) - 新高島駅 (MM02) - みなとみらい駅 (MM03)